# Carvel Rock (Američki Djevičanski otoci)
Carvel Rock (ponekad se piše Carval Rock) je nenaseljeni otočić na Američkim Djevičanskim otocima u Karibima. Atraktivna je lokacija za ronjenje i turisti ga često posjećuju, ali njegove strme litice i nedostatak plaže onemogućavaju iskrcavanje na sam otok.
Nalazi se neposredno istočno od Lovango Caya i Congo Caya.
Carvel Rock pojavio se u premijernoj epizodi The Amazing Race 25, gdje se 11 natjecateljskih timova moralo popeti preko vrha stijene prije nego što su skočili u ocean.